# VII. Alfonz kasztíliai király
VII. (Császár) Alfonz (Caldas de Reis, 1105. március 1. – Despeñaperros, 1157. augusztus 21.), a Navarrai-házból származó Urraca (1080? 1082? – 1126) kasztíliai és leóni királynő, valamint Burgundiai Rajmund gróf (1050? 1059? – 1107) fia, galíciai király (1111) az első kasztíliai és leóni király (1126 – 1157) a Burgundiai-házból.
A történészek által ellentmondásos személyiségként jellemzett VII. Alfonz – aki 1135-ben Leónban egész Hispánia császárává koronáztatta magát – uralkodása alatt fénykorát élte Kasztíliában a birodalmi gondolat. Tény, hogy a király többször is sikeresen vette fel a harcot a mórok ellen, de az is, hogy az ő uralkodása alatt jött létre a Portugál Grófságból az önálló Portugál Királyság.
VII. Alfonz halálakor – átmenetileg – Kasztília és León ismét külön vált: Kasztília királya VII. Alfonz elsőszülött fia, III. Sancho (1134 – 1158), León királya pedig III. Sancho öccse, II. Ferdinánd (1137 – 1188) lett. Az utódok édesanyja a király első felesége, Barcelonai Berengária (1105 – 1149) volt; az Urgel – házból származó III. (Nagy) Rajmund Berengár (1082 – 1131), barcelonai gróf és Provence-i Dulcia (1090 körül – 1129 körül) leánya.

## Lásd még
- Burgundiai-ház

| Előző uralkodó: Urraca | Kasztília királya 1126 – 1157 | Következő uralkodó: III. Sancho |

| Előző uralkodó: Urraca | León királya 1126 – 1157 | Következő uralkodó: II. Ferdinánd |